# Entertainment Tonight Canada
Entertainment Tonight Canada, conocido también como ET Canada, es un noticiario de entretenimiento canadiense, que utiliza el mismo formato que el programa de noticias estadounidense Entertainment Tonight. ET Canada es transmitido de forma consecutiva con la versión estadounidense en la mayoría de las estaciones de Global Television Network.
ET Canada es presentado por Cheryl Hickey, conductora de entretenimiento de Global Toronto desde hace mucho tiempo, y presentado por los reporteros Roz Weston, Sangita Patel, Carlos Bustamante y Keshia Chanté.
ETC Live es un programa en línea relacionado con ET Canada, que se transmite de lunes a viernes a través de Facebook y YouTube, filmado en vivo con una cobertura amplia de noticias de entretenimiento. Es un programa interactivo que permite a los espectadores enviar comentarios sobre los temas de debate de Weston, Chanté y Graeme O'Neil.
En 2021, Global anunció el lanzamiento de una edición de fin de semana de ET Canada, que se transmite los sábados con la presentadora Sangita Patel, estrenada el 18 de septiembre de 2021.

## Presentadores

### Actuales
- Cheryl Hickey (2005-presente)
- Sangita Patel (2013-presente)
- Carlos Bustamante (2017-presente)
- Keshia Chanté (2018-presente)

### Anteriores
- Rick Campanelli (2005-2017)
- Roz Weston (2005-2022)

## Spin-off
El programa también ha agregado tres programas derivados y un especial anual. ET Canada: Behind the Scenes ofrece a los espectadores un vistazo detrás de escena, mostrando el equipo detrás de la marca. Ha habido dos entregas hasta la fecha: la primera cubrió el Festival Internacional de Cine de Toronto, debutando en octubre de 2011. La segunda edición llevó a los fanáticos a los Premios Grammy y documentó los cambios de último minuto en el espectáculo en vivo de la alfombra roja, a raíz de la  impactante muerte súbita de Whitney Houston.
ET Canada: Conversations destaca a las principales estrellas internacionales en entrevistas extendidas de formato largo. El episodio de estreno contó con la participación de Michael Bublé y se emitió en diciembre de 2011. Desde entonces, One Direction, Coldplay, Katy Perry, Nickelback, Kylie Minogue y Carrie Underwood han sido algunos de los protagonistas.
Desde 2008 hasta 2015, Global Television Network produjo la cobertura de las festividades de Nochevieja desde el Queen Victoria Park y el Skylon Tower en Niagara Falls, Ontario, con la marca compartida ET Canada New Year's Eve Bash.
Anteriormente, el especial se transmitía localmente en CHCH de Hamilton antes de su venta a Channel Zero, y se amplió y reposicionó como un especial de la cadena. La última transmisión se emitió en 2015.
En junio de 2016, el programa comenzó con episodios en vivo adicionales poco frecuentes en Facebook. El 12 de septiembre de 2016, ET Canada Live comenzó su transmisión diaria en línea y en Global. Similar a Access Hollywood Live y TMZ Live, el programa se filma durante la tarde en el estudio y presenta la interacción con el espectador.
En 2017, ET Canada lanzó ETC Live, un programa en línea que se transmite en vivo los días de semana en Facebook y YouTube con una cobertura ampliada de noticias de entretenimiento. Generalmente es presentado por Roz Weston, Graeme O'Neil y Keshia Chanté.
El productor Stephen Krajinovic, conocido también como Dallas Dixon, presenta ET Canada Pride, una serie digital sobre noticias de entretenimiento orientadas al público LGBT, mientras que Morgan Hoffman presenta Royal Rewind, una serie digital que informa sobre noticias relacionadas con la Familia real británica. Tanto ET Canada Pride como Royal Rewind recibieron nominaciones a los Canadian Screen Award como Mejor programa o serie web no ficción en su edición N.º 10 del año 2022.
En 2021, la serie también produjo Artists & Icons: Indigenous Entertainers in Canada, un episodio especial dedicado a resaltar los logros de los actores y músicos indígenas que trabajan en el entretenimiento canadiense, para conmemorar el Día Nacional de la Verdad y la Reconciliación. El especial también recibió dos nominaciones a los Canadian Screen Award en 2021, a Mejor programa o serie de entrevistas y Mejor dirección, estilo de vida o información, para Ryan Carter.

## Premios y nominaciones
| Año  | Premio                | Categoría | Nominado                                           | Resultado |
| ---- | --------------------- | --- | -------------------------------------------------- | --------- |
| 2006 | Premios Gemini        | Mejor serie de interés general/humano                                                                                             | ET Canada                                          | Nominado  |
| 2013 | Canadian Screen Award | Mejor presentadora en un programa o serie de variedades, estilo de vida, telerrealidad/competencia, artes escénicas o entrevistas | Cheryl Hickey                                      | Nominado  |
| 2015 | Canadian Screen Award | Mejor dirección en un programa o serie de estilo de vida/información práctica                                                     | Frank Samson                                       | Nominado  |
| 2019 | Canadian Screen Award | Mejor fotografía en un programa o serie de estilo de vida o telerrealidad/competencia                                             | Peter Ventura Ryan Morgan                          | Nominado  |
| 2022 | Canadian Screen Award | Mejor programa o serie de noticias de entretenimiento                                                                             | ET Canada                                          | Ganador   |
| 2022 | Canadian Screen Award | Mejor dirección, estilo de vida o información                                                                                     | Ryan Carter                                        | Ganador   |
| 2022 | Canadian Screen Award | Mejor programa o serie de entrevistas                                                                                             | Artists & Icons: Indigenous Entertainers in Canada | Ganador   |
| 2022 | Canadian Screen Award | Mejor programa o serie web, no ficción                                                                                            | ET Canada Pride                                    | Nominado  |
| 2022 | Canadian Screen Award | Mejor programa o serie web, no ficción                                                                                            | Royal Rewind                                       | Nominado  |